# 提克峡谷巨兔
提克峡谷巨兔（英文：Tick Canyon Giant Rabbit）是指在美国加利福尼亚州洛杉矶县提克峡谷出没的一种神秘动物。提克峡谷巨兔首次记录来自地质学家斯蒂芬·阿尔珀特（Stephen Alpert）在1969年的一次目击，此后陆续有目击者在提克峡谷看见一只高3至5英尺（0.9-1.5米）的巨兔。在首次目击多年后，另一研究者克拉伦斯·霍尔（Clarence Hall）在提克峡谷峡谷进行测绘时得知邻近区域便是好莱坞动物（Hollywood Animals）所在地，而过去曾有两只大袋鼠逃脱。